# Diebold Schilling il Giovane
Diebold Schilling, il Giovane (Haguenau prima del 1460, ... – Lucerna, 3 novembre 1515), fu un autore di cronache del tempo, redatte nella tradizione svizzera delle cronache illustrate.
Era figlio di Hans Schilling, il fratello più anziano di Diebold Schilling il Vecchio, che fu l'autore della Cronaca di Berna (Berner Chronik).

## Biografia
Dal 1479 Diebold il Giovane fu notaio e prete a Lucerna. Contrariamente allo zio, fu una figura dalle molte sfaccettature, coinvolto spesso in scandali. Nel 1487 il Consiglio di Lucerna fece rinchiudere lui nella torre e sospendere le sue prebende, e solo due anni più tardi fu rilasciato, ma soltanto dopo aver promesso di comportarsi in futuro più dignitosamente ed onoratamente come prete. Ma anche dopo questa esperienza egli fu coinvolto in ogni genere di affare e dopo una rissa notturna, che terminò con un omicidio, venne multato dal Consiglio e obbligato a pagare una Messa funebre ogni anno in suffragio della vittima.
La sua Cronaca, la cosiddetta Cronaca di Lucerna (Luzerner Chronik) fu presentata al Consiglio della città di Lucerna il 15 gennaio 1513. Politicamente Schilling tendeva ad avvicinarsi all'imperatore Massimiliano I, che nel 1507 lo invitò personalmente alla Dieta tenutasi a Costanza.

## Immagini dallaLuzerner Chronik

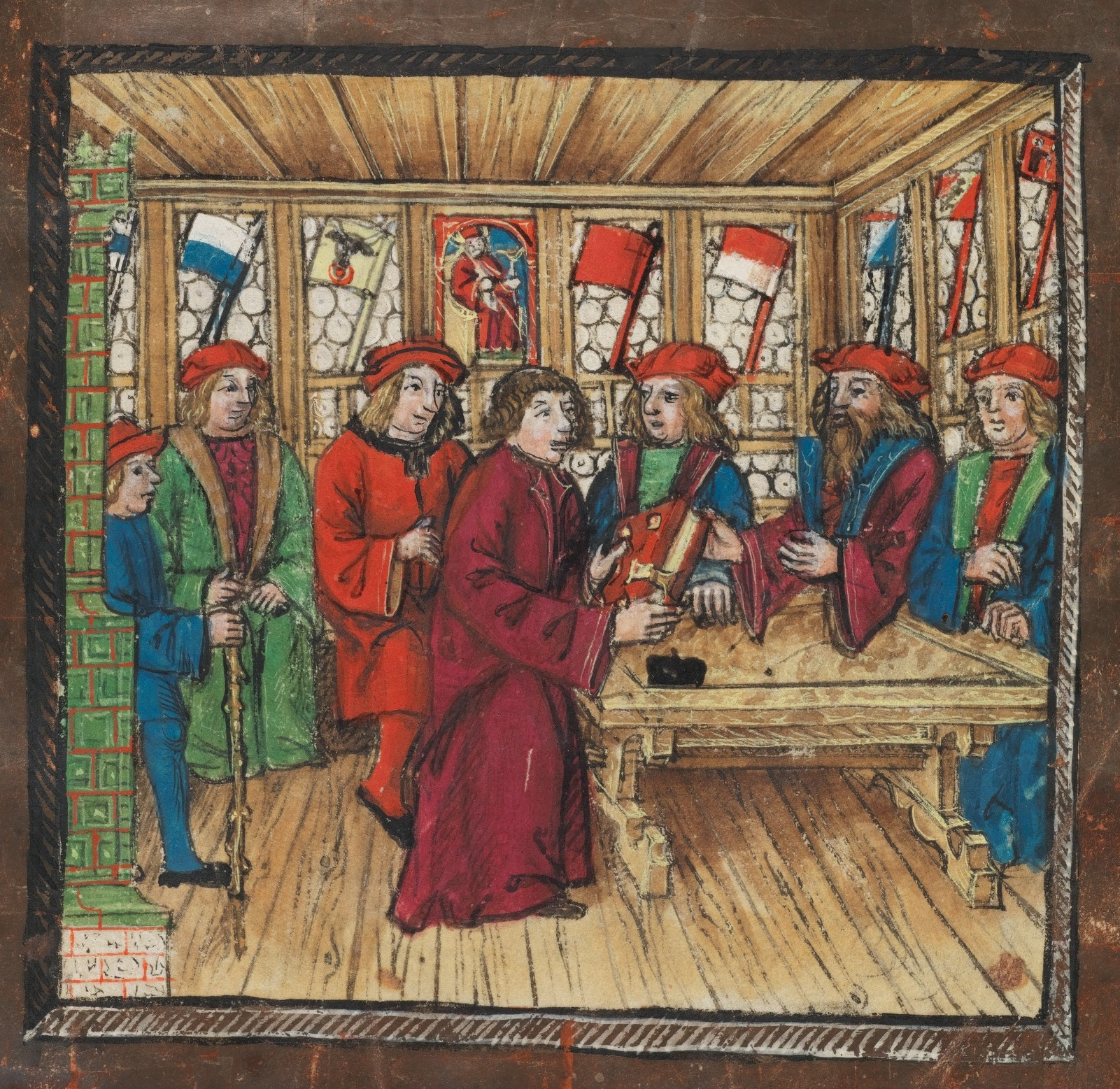
Diebold Schilling consegna la sua Cronaca al Consiglio di Lucerna (1513)
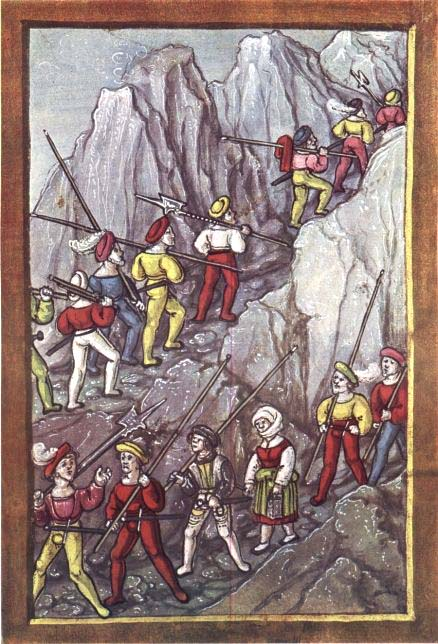
In viaggio sulle la montagne svizzere
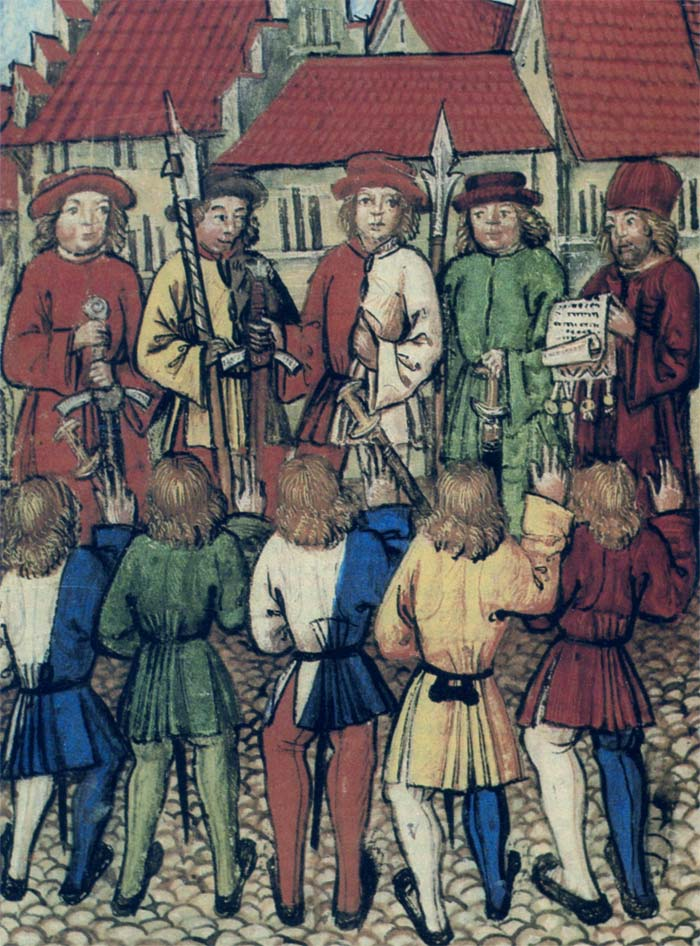
Giuramento degli zurighesi davanti ai rappresentanti della Confederazione nel 1350
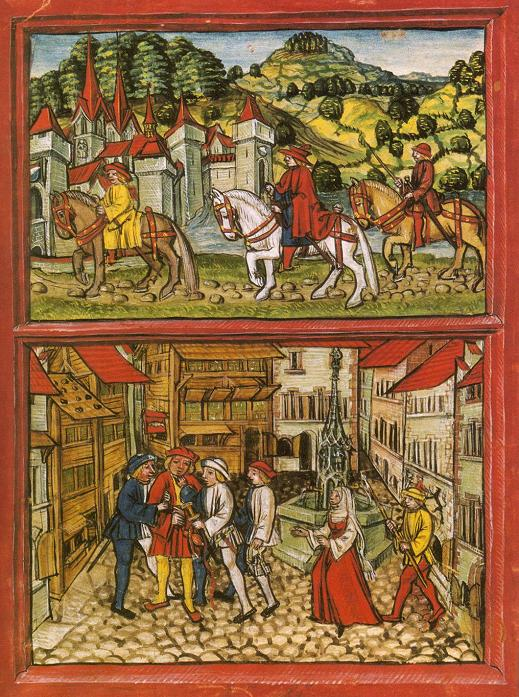
Il vescovo di Genova in viaggio verso Zurigo per assoldare soldati per Milano / Arresto di Jörg Supersaxo in Lucerna
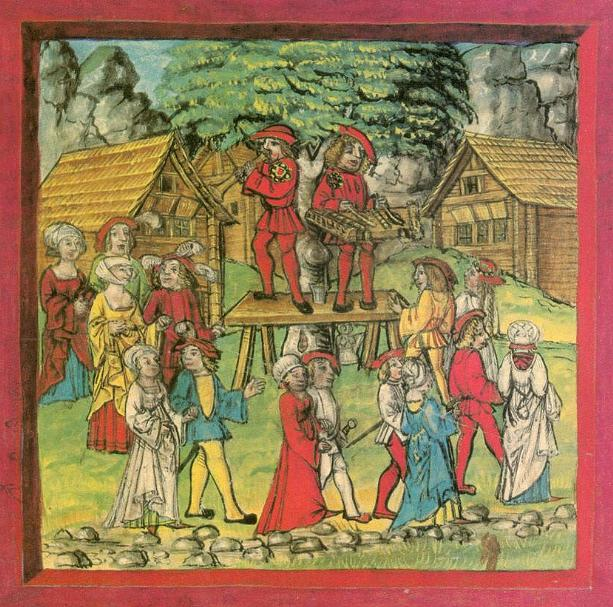
Carnevale a Svitto